# Banda Bassotti
Banda Bassotti — итальянская группа левой направленности из Рима, исполняющая ска-панк. Группа была организована в 1987 году. В 1992 году вышел дебютный альбом Figli della Stessa Rabbia. В 1993 и 1995 годах были записаны ещё два альбома — Bella Ciao и Avanzo de Cantiere, после чего группа распалась. Собрались музыканты вновь лишь в 2001 году. До 2013 года ими было записано 12 альбомов (в том числе два концертных и один мини-альбом, посвящённый «Brigate Autonomi Livornesi» — фан-клубу футбольного клуба «Ливорно»). Тексты группы отличаются остросоциальной и политической, коммунистической и антифашистской, направленностью и написаны на многих языках — итальянском, испанском, английском, японском, баскском, идиш и русском.
Единственный концерт в Москве в рамках презентации нового альбома Siamo guerruglia прошёл при поддержке стритрокеров из Кирова Кировской области «Klowns» 26 мая 2012 года в клубе «Rock House».

В августе 2013 года коллектив выступил на фестивале «Kubana», проходящем ежегодно в Краснодарском крае. В начале сентября 2014 года был анонсирован гастрольный тур группы в Донбассе в поддержку Новороссии.

## Дискография
- 1992 — Figli Della Stessa Rabbia
- 1993 — Bella Ciao
- 1995 — Avanzo De Cantiere
- 2001 — Un Altro Giorno D’Amore
- 2001 — Poetry And Reality
- 2002 — L’Altra Faccia Dell’Impero
- 2003 — Así Es Mi Vida
- 2004 — Amore E Odio
- 2006 — Vecchi Cani Bastardi
- 2008 — Viento, Lucha Y Sol
- 2010 — Check Point Kreuzberg — Live At The SO36 — Berlin
- 2012 — Siamo Guerriglia
- 2014 — Banditi Senza Tempo